# Al-Malha
Al-Malha (arab. ‏المالحه‎, hebr. ‏אַל-מָאלִחָה‎) – nieistniejąca już palestyńska wieś, która była położona w Dystrykcie Jerozolimy w Mandacie Palestyny. Wieś została wyludniona i zniszczona podczas I wojny izraelsko-arabskiej, po ataku Sił Obronnych Izraela, 15 lipca 1948 roku.

## Położenie
Al-Malha leżała w północnej części wzgórz Judei, w odległości około 3 kilometrów na zachód od Jerozolimy. Według danych z 1945 roku do wsi należały ziemie o powierzchni 6828 ha. We wsi mieszkało wówczas 1940 osób.
| własność gruntów | powierzchnia gruntów (hektary) |
| ---------------- | ------------------------------ |
| Arabowie         | 5798                           |
| Żydzi            | 922                            |
| publiczne        | 18                             |
| Razem            | 6 828                          |

| Rodzaj użytkowanych gruntów | Arabowie (hektary) | Żydzi (hektary) |
| --------------------------- | ------------------ | --------------- |
| uprawy oliwek               | 1370               | 0               |
| uprawy nawadniane           | 2613               | 5               |
| uprawy zbóż                 | 1013               | 246             |
| nieużytki                   | 2194               | 429             |
| zabudowane                  | 86                 | 242             |

## Historia
W 1596 roku we wsi mieszkało 286 mieszkańców, którzy płacili podatki z upraw pszenicy, jęczmienia, oliwek, owoców i hodowli kóz. W okresie panowania Brytyjczyków al-Malha była dużą wsią. We wsi był jeden meczet Umar ibn al-Khattab i szkoła podstawowa dla chłopców.
Podczas wojny domowej w Mandacie Palestyny w 1948 roku mieszkańcy al-Malhy i pobliskich arabskich wiosek al-Kastal, Sur Bahir i Dajr Jasin podpisali pakt o nieagresji z żydowską organizacją paramilitarną Hagana. Gdy jednak 9 kwietnia 1948 roku doszło do masakry w Dajr Jasin, mieszkańcy al-Malhy, al-Kastal i Sur Bahir zaczęli w popłochu uciekać. Podczas I wojny izraelsko-arabskiej w maju 1948 roku do wsi al-Malha wkroczyli egipscy żołnierze, którzy wsparli arabskie milicje działające w południowej części Jerozolimy. W dniu 14 lipca 1948 roku wieś zaatakowali żołnierze żydowskiej organizacji paramilitarnej Irgun. Kilka godzin później Arabowie przeprowadzili kontratak umacniając swoje pozycje. Wówczas siły Irgunu wsparli żołnierze Palmach, wchodzący w skład Brygady „Ecjoni”. Po ciężkich walkach zajęli oni wieś w dniu 15 lipca, jednak walki trwały jeszcze przez następny dzień. Mieszkańcy al-Malhy uciekli do pobliskiego miasta Betlejem. Po wojnie opuszczone domy zaczęli zajmować żydowscy imigranci z krajów Bliskiego Wschodu, najczęściej z Iraku. Następnie wieś przyłączono jako jedno z osiedli do aglomeracji miejskiej Jerozolimy.

## Miejsce obecnie
Tereny wioski al-Malha stanowią obecnie część osiedla Malha (‏מלחה‎). Palestyński historyk Walid Chalidi, tak opisał pozostałości wioski al-Malha:

Większość domów nadal stoi i jest zajmowana przez żydowskie rodziny, chociaż kilka domów położonych w południowej części wsi zostało zniszczonych. Zamieszkałe domy zazwyczaj są dwukondygnacyjnymi budowlami wzniesionymi z kamienia wapiennego, z łukowatymi oknami i drzwiami. Niektóre domy mają balkony z dachami, które są podtrzymywane przez kolumny. Budynek szkoły jest opuszczony, a sale wypełnione śmieciami. Niektóre ulice są szerokie, podczas gdy inne uliczki są wąskie. W centrum wioski stoi meczet z wysokim okrągłym minaretem. Jest on zamknięty i zaniedbany. Ocalał także cmentarz wsi.